# Nacaduba baweana
Nacaduba baweana är en fjärilsart som beskrevs av Hans Fruhstorfer 1916. Nacaduba baweana ingår i släktet Nacaduba och familjen juvelvingar. Inga underarter finns listade i Catalogue of Life.